# Adam Kazanowski (ok. 1599–1649)
Adam Kazanowski herbu Grzymała (ur. ok. 1599, zm. 25 grudnia 1649) – marszałek nadworny koronny w latach 1642–1649, kasztelan sandomierski w latach 1637–1642, podkomorzy koronny w latach 1634–1642, stolnik koronny w latach 1633–1634, podstoli koronny w 1633 roku, starosta borysowski i barcicki 1633, kozienicki, solecki, bielski od 1638, nowotarski (1640), administrator żup wielickich w latach 1642–1647, starosta warecki w 1645 roku.

## Życiorys
Syn Zygmunta, starszy brat Stanisława.
Był dworzaninem i przyjacielem królewicza Władysława Wazy, który przywrócił urząd stolnika specjalnie dla niego. Uczestniczył w wyprawie Władysława do Moskwy po koronę cara, towarzyszył mu również w wyprawie na zachód Europy.
Studiował w Padwie w latach 1627–1628.
Brał udział w wojnie chocimskiej (1621).
Był elektorem Władysława IV Wazy z województwa smoleńskiego i posłem województwa smoleńskiego na sejm elekcyjny w 1632 roku.
W roku 1633 dzięki poparciu króla Władysława IV poślubił 14-letnią wówczas Elżbietę (Halszkę) ze Słuszków (1619–1671). Małżeństwo oznaczało dla Kazanowskiego nie tylko pokaźny posag (50 tys. złotych), lecz także cenne koligacje. Adam i Elżbieta Kazanowscy nie mieli dzieci.
W 1632 roku otrzymał od Władysława IV Wazy pałac na Przedmieściu Krakowskim.
Jako starosta bielski razem z żona sfinansował w 1638 roku wzniesienie klasztoru karmelitów w Bielsku Podlaskim, a w 1641 zbudował tam drewniany klasztorny kościół Matki Bożej z Góry Karmel. Jako pierwszy sprowadził Żydów na Podhale.
Był umiarkowanie zaangażowany w kwestie polityki międzynarodowej, m.in. w latach 1640–1642 usiłował przeforsować antyfrancuski sojusz wojskowy z Hiszpanią, potencjalnie skutkujący zaangażowaniem Polski w Wojnę Trzydziestoletnią.
Prowadził transakcje zakupu floty okrętów dla króla Władysława IV. Gdy w skarbcu zabrakło pieniędzy, zastawił swój majątek. Przez niektórych uważany za mający zły wpływ na króla, którego ponoć miał wykorzystywać.
Wykupił połowę dóbr praskich (Praga Magnacka) i zabudował (1637–1647). W 1644 nabył kamienicę „pod Krzysztofory” i sąsiednie domy, i uczynił swą rezydencją.
Był członkiem konfederacji generalnej zawiązanej 31 lipca 1648 roku. W czasie elekcji 1648 roku został sędzią generalnego sądu kapturowego W 1648 roku był elektorem Jana II Kazimierza Wazy z ziemi czerskiej, podpisał jego pacta conventa.
Zmarł w roku 1649. Został pochowany w kolegiacie św. Jana w Warszawie.

## Grafika

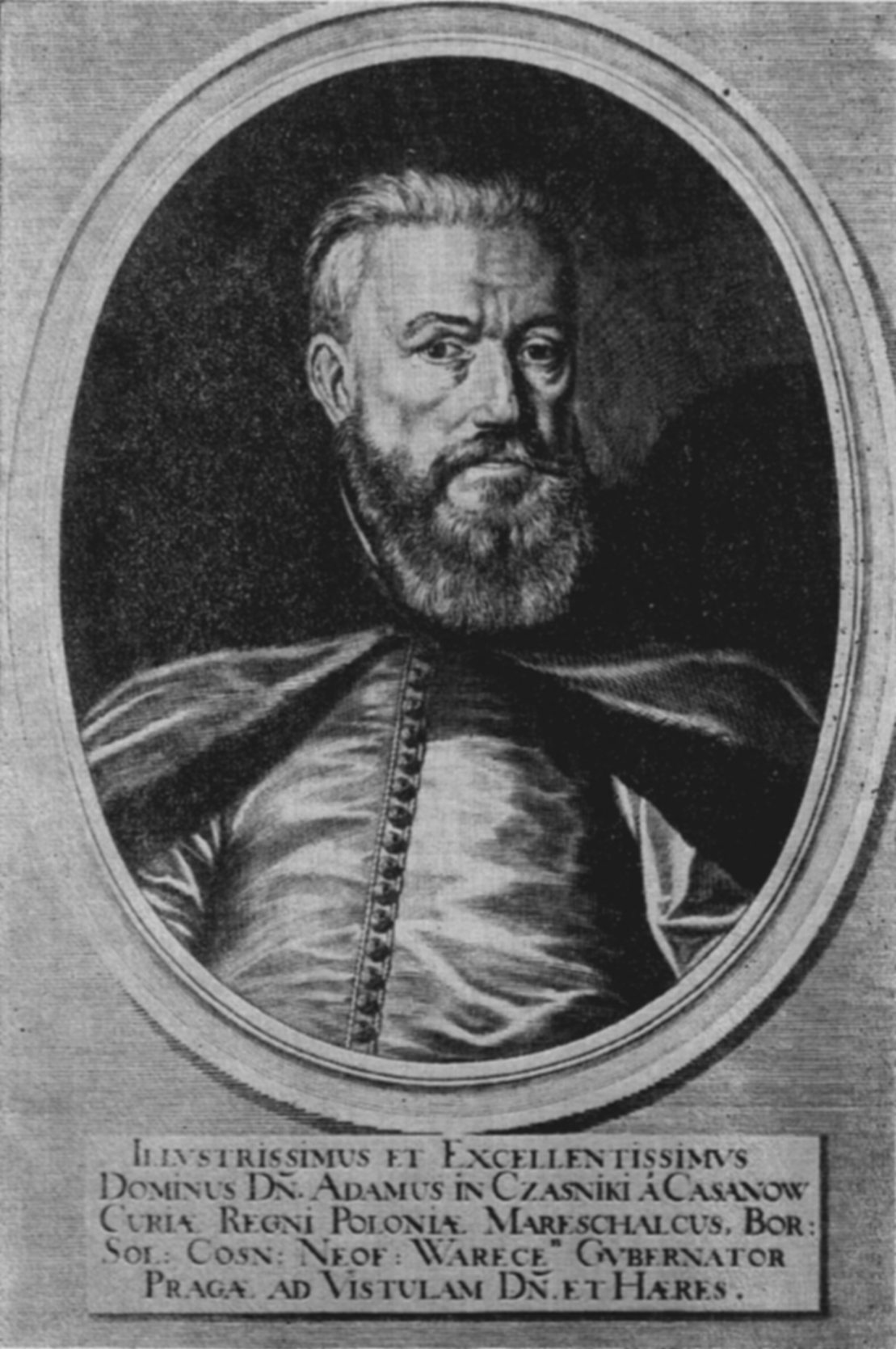
Portret Adama Kazanowskiego, marszałka nadwornego. Miedzioryt Wilhelma Hondiusa. Muzeum Narodowe w Warszawie
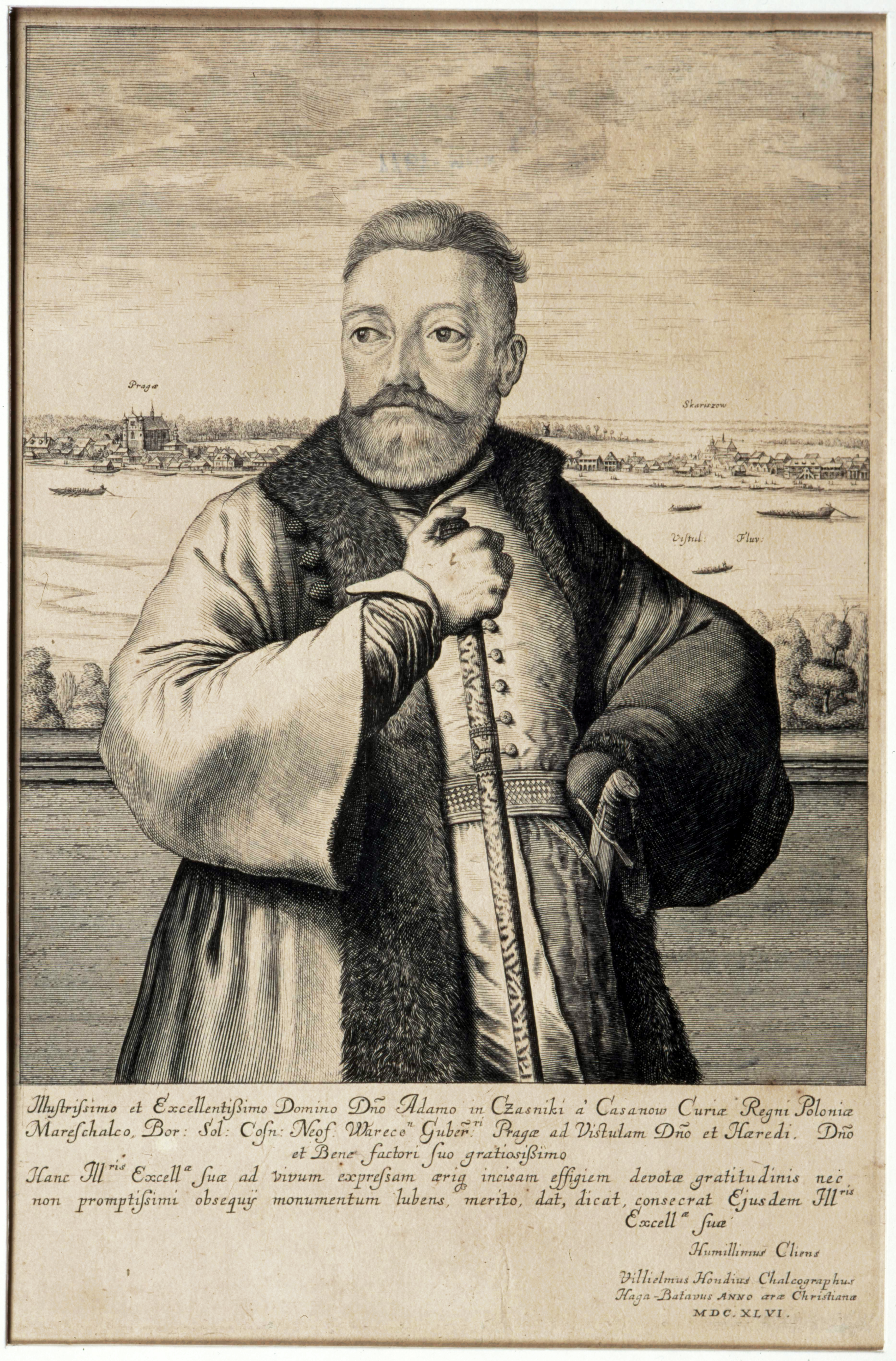
portret Adama Kazanowskiego na tle Pragi
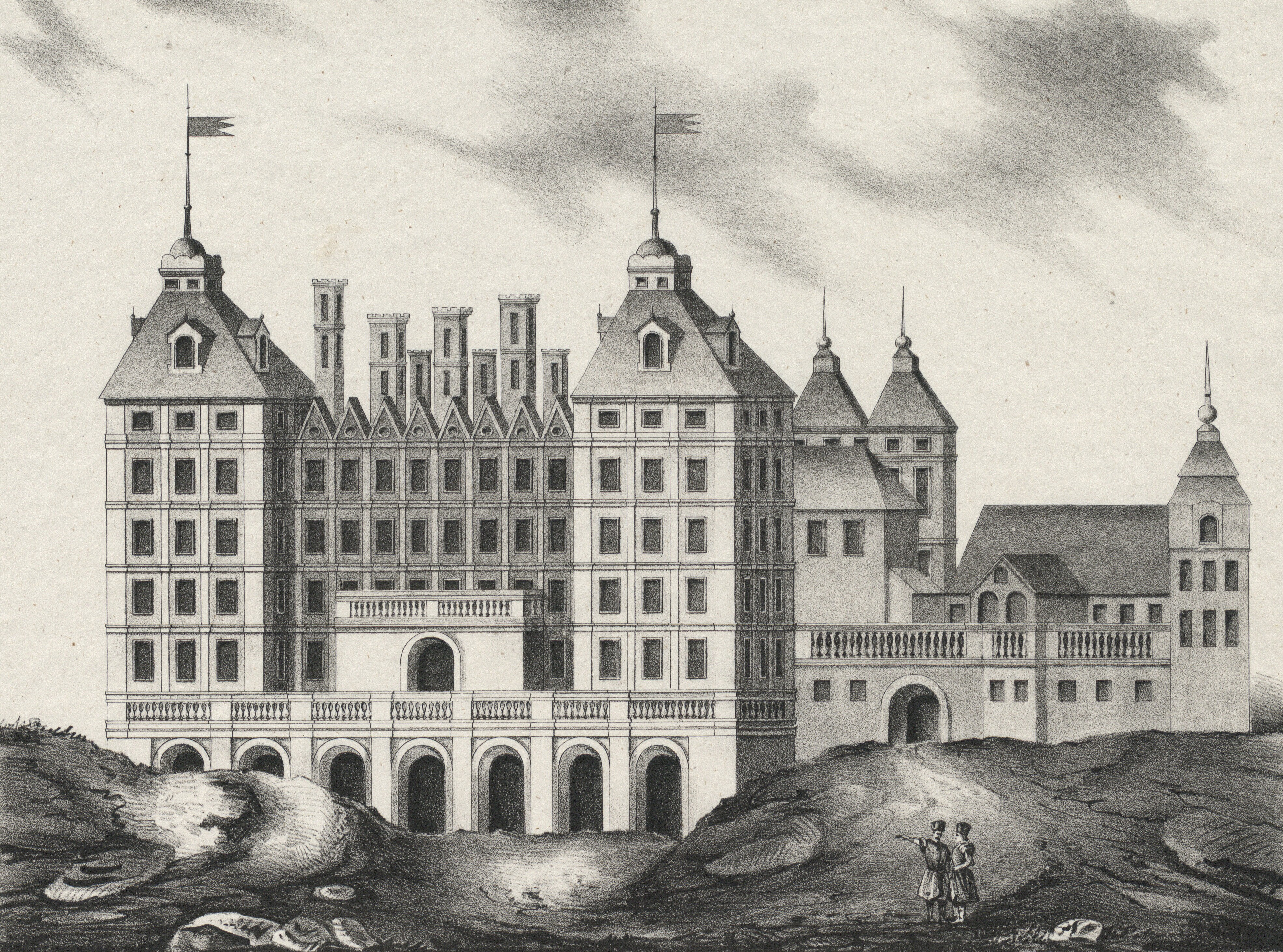
dawny pałac Kazanowskich w Warszawie